# Andrew E. Bellisario
Andrew Eugene Bellisario, C.M. (nacido el 19 de diciembre de 1956) es un prelado estadounidense de la Iglesia católica que fue nombrado Arzobispo de Anchorage-Juneau en mayo de 2020. Fue Obispo de Juneau durante tres años y Administrador Apostólico de Anchorage durante casi un año.

## Biografía
Bellisario ingresó a la Congregación de la Misión (Vicentianos) en 1975 y fue ordenado sacerdote el 16 de junio de 1984.
El Papa Francisco lo nombró obispo de la Diócesis de Juneau el 11 de julio de 2017.  Fue consagrado e instalado el 10 de octubre de 2017 en la Iglesia de San Pablo Apóstol en Juneau.
En su misa de instalación, el obispo Bellisario, durante su homilía, dijo: "Nosotros como obispos necesitamos un encuentro vivo y una relación con Cristo, y nuestra gente necesita que tengamos una relación cercana con Cristo. Nuestra amistad con Cristo, de hecho, nuestro amor por Cristo , nos llevará a su cruz. Ruego que Cristo pueda ayudarlo a ver las cruces de su vida también como un "amigo", porque es solo de este 'árbol de la vida' que disfrutamos el don de la salvación".
El 7 de junio de 2019, el Papa Francisco nombró a Bellisario administrador apostólico de la Arquidiócesis de Anchorage después de la transferencia del Arzobispo Paul D. Eitenne para servir como Arzobispo de Seattle.
El 19 de mayo de 2020, el Papa Francisco lo nombró arzobispo de la recién formada Archidiócesis de Anchorage-Juneau.